# Salatiga
Salatiga – miasto w Indonezji na Jawie w prowincji Jawa Środkowa u podnóża wulkanu Merbabu; powierzchnia 1787 ha; 173 tys. mieszkańców (2005).
Ośrodek regionu rolniczego, uprawa ryżu, manioku, batatów, orzeszków ziemnych, chili i bananów; hodowla bydła domowego i ryb; przemysł głównie spożywczy i drzewny.
W miejscowości działa uczelnia prywatna Universitas Kristen Satya Wacana (zał. 1956).